# Bazsalikomolaj
A bazsalikomolaj (Aetherolum basilici) a bazsalikom illóolaja. A bazsalikomolaj előállításához a friss növény leveleit és virágait gőzdesztillálásra lehet használni. A tiszta bazsalikom illóolaj egy literéhez 500-1000 kilogramm (növénytől és helytől függően) növényi rész szükséges.

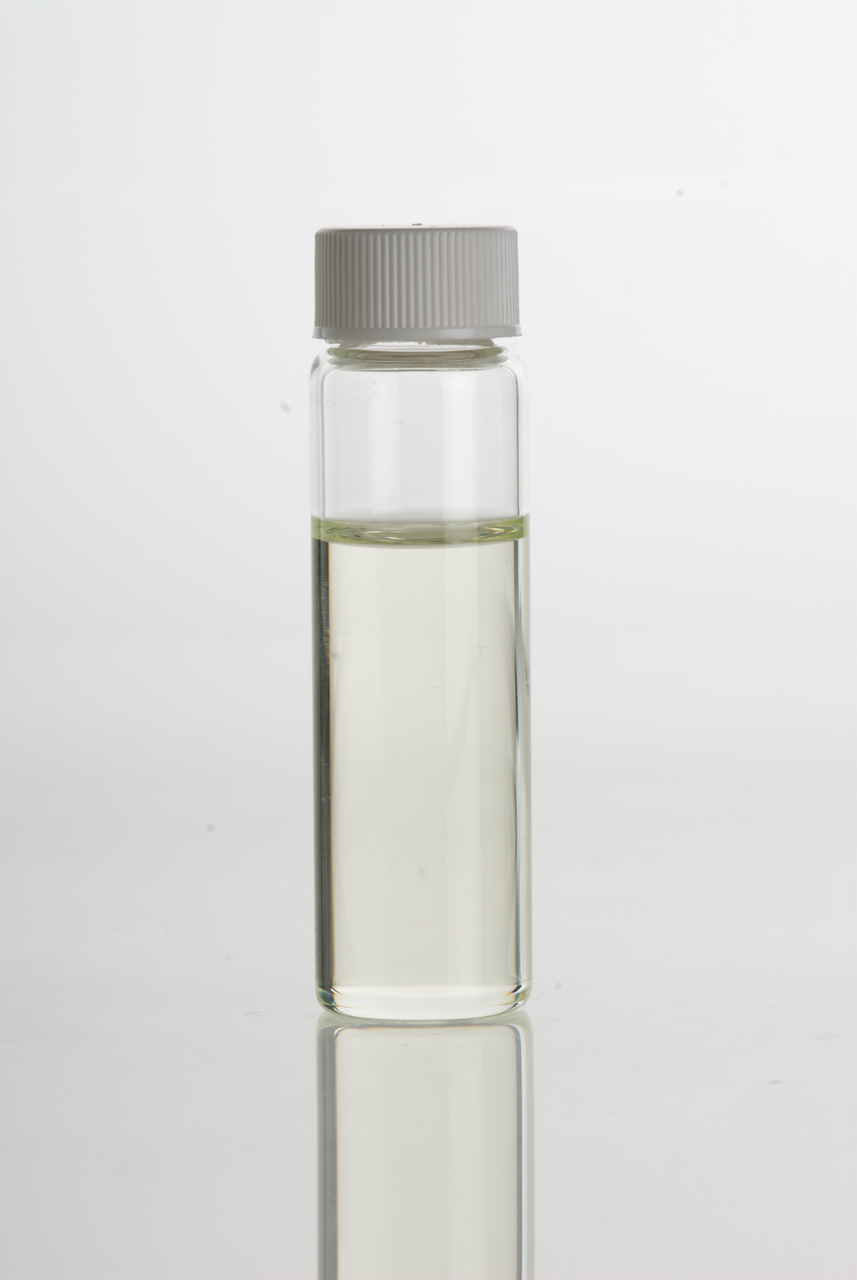

## Alkalmazható
Az emlékezőképesség gyengülése, szellemi fáradtság, menstruációs panaszok, emésztési zavarok esetén.

## Alkalmazás módja
- párologtatással, bedörzsöléssel, fürdővízben.

## Keverhetőség
- keverhető bergamottal, gerániummal.

## Ellenjavallt
- nem alkalmazható érzékeny bőrre, terhesség alatt, epilepsziánál. Az illóolaja tartalmaz egy esztragol nevű anyagot, melyről nem zárható ki, hogy sejtkárosító hatású, ezért várandós és szoptatós kismamák, csecsemők és kisgyermekek lehetőség szerint ne alkalmazzák. Hosszú ideig történő használata nem ajánlott.